# Ismail Kadare
Ismail Halit Kadare (28. ledna 1936 Gjirokastër – 1. července 2024) byl albánský básník a spisovatel. V roce 1990 odešel do Francie, žil střídavě v Albánii a Francii.

## Vzdělání
Absolvoval střední školu v rodném městě a v roce 1958 vystudoval albánštinu na univerzitě v Tiraně. Později strávil dva roky na Literárním institutu M. Gorkého v Moskvě.

## Poezie
Literární tvorbu započal už na gymnáziu, ale proslavil se především dílem Moje století (Shekulli im, 1961), po kterém následovala další básnická díla jako Sluneční motivy (Motive me diell, 1968) a Čas (Koha, 1976). Nejvýznamnějším jeho básnickým dílem je lyricko epická poéma Proč se přemýšlí o těchto horách (Përse mendohen këto male, 1964), která reflektuje osudy albánského národa a stalinistické Albánské strany práce.

## Próza
Kadare je autor řady povídek, novel i románů. Prozaická díla jsou charakteristická historicko-filozofickými úvahami a hlubokými myšlenkami často vyjádřenými pomocí výpustek, na základě asociací nebo historických souvislostí.[zdroj?] Myšlenka románu Generál mrtvé armády (Gjenerali i ushtrisë së vdekur, 1964, česky 1990) je albánská láska ke svobodě. Námět nezdolného albánského ducha napříč staletími použil také v románu Hrad (Kështjellë, 1975). V románu Kamenná kronika (Kronikë në gur, 1970) kritizuje styl myšlení venkovanů. O důležitých historických problémech mluví ve sbírkách povídek a novel Dřívější znak (Emblema e dikurshme, 1970), Most se třemi oblouky (Ura me tri harqe, 1978) a Chladnokrevnost (Gjakftohtësia, 1980). Významným dílem z jeho tvorby, ale i celé novoalbánské literatury je román Velká zima (Dimri i madh, 1977).
Kadareho díla byla přeložena do mnoha světových jazyků.

## Spor o albánskou identitu
Kniha Evropská identita Albánců – důkaz z roku 2006, jejíž části publikoval deník Shekulli, rozpoutala polemiku mezi ním a literárním kritikem Rexhepem Qosjou.

## Ocenění
V roce 1992 mu byla udělena francouzská literární cena Prix mondial Cino Del Duca. V roce 2005 byl prvním laureátem Mezinárodní Man Bookerovy ceny.